# Suomen Vapaakirkko
Suomen Vapaakirkko (en français : Église libre de Finlande) est une église protestante finlandaise indépendante fondée en 1923, qui a 14885 membres (2010). L'église regroupe une centaine de paroisses de langue finnoise, suédoise et russe,
L’église emploie environ 150 personnes et 40 missionnaires pour une quinzaine de missions. Elle a des activités sociales et gère 10 cimetières. La Vapaakirkko est dirigée par Hannu Vuorinen.